# Юдоль
Юдо́ль (реже удоль, от ст.‑слав. ѫдолъ, ѫдоль) — устаревший синоним долины; в настоящее время используется как поэтический и религиозный символ, обозначающий тяготы жизненного пути, с его заботами и сложностями.
Обычно используется с эпитетом: «земная юдоль», «сия юдоль», «юдоль плача», «печальная юдоль».

## Происхождение
Современное употребление заимствует смысл из библейского Псалма 83, где церковнославянское выражение «юдоль плачевна» (в оригинале «долина Бака», в современном переводе «долина плача») символизирует человеческую жизнь:
Проходя долиною плача, они открывают в ней источники, и дождь покрывает её благословением.
Пс. 83:7
В прошлом можно было встретить указания, что под долиной плача понимается Иосафатова долина (место Страшного суда), которая в свою очередь иногда отождествляется с Кедронской долиной под Иерусалимом, где расположены обширные кладбища.

## В литературе
У Лескова есть рассказ «Юдоль», который описывает голод в России в 1840 году.
У Марины Цветаевой есть стихотворение под названием «Лютая юдоль».